# Galeus piperatus
Galeus piperatus är en hajart som beskrevs av Stewart Springer och Mary Hayes Wagner 1966. Galeus piperatus ingår i släktet Galeus och familjen rödhajar. IUCN kategoriserar arten globalt som livskraftig. Inga underarter finns listade i Catalogue of Life.